# Sportsklubben Vard Haugesund
Lo Sportsklubben Vard Haugesund è una società calcistica norvegese con sede nella città di Haugesund. Milita nella 3. divisjon, quarta divisione del campionato norvegese.

## Storia
Il club raggiunse la finale di Norgesmesterskapet nell'edizione 1962 e nell'edizione 1975.

## Rosa 2014
| N. |                      | Ruolo | Calciatore        |
| -- | -------------------- | ----- | ----------------- |
| 1  | Norvegia (bandiera)  | P     | Helge Sandvik     |
| 2  | Norvegia (bandiera)  | D     | Erlend Drivenes   |
| 3  | Norvegia (bandiera)  | C     | Erlend Grov       |
| 4  | Norvegia (bandiera)  | D     | Henrik Ørpetveit  |
| 5  | Norvegia (bandiera)  | C     | Simen Grov        |
| 6  | Norvegia (bandiera)  | C     | Roy Miljeteig     |
| 7  | Norvegia (bandiera)  | C     | Jørn Lilleng      |
| 8  | Norvegia (bandiera)  | D     | Harald Vindenes   |
| 9  | Norvegia (bandiera)  | A     | Ole Stople        |
| 10 | Norvegia (bandiera)  | A     | Alexander Stølaas |
| 11 | Danimarca (bandiera) | C     | Sanel Kapidzic    |

| N. |                           | Ruolo | Calciatore            |
| -- | ------------------------- | ----- | --------------------- |
| 12 | Costa d'Avorio (bandiera) | C     | Ahyee Aye Elvis       |
| 13 | Norvegia (bandiera)       | P     | Alexander Sandvik     |
| 14 | Norvegia (bandiera)       | C     | Torbjørn Kallevåg     |
| 15 | Norvegia (bandiera)       | D     | Rune Løvland          |
| 16 | Stati Uniti (bandiera)    | A     | Anthony Avalos        |
| 19 | Norvegia (bandiera)       | D     | Steffen Haugland      |
| 20 | Norvegia (bandiera)       | D     | Håvard Høyland        |
| 23 | Norvegia (bandiera)       | A     | Eirik Ulland Andersen |
| –– | Costa d'Avorio (bandiera) | C     | Barry Kader           |
| –– | Norvegia (bandiera)       | A     | Vetle Myhre           |

## Rose delle stagioni precedenti
- 2013

## Palmarès

### Competizioni nazionali
- 2. divisjon: 2

2003 (gruppo 3), 2012 (gruppo 3)

### Competizioni giovanili
- Norgesmesterskapet G19: 1

1972

### Altri piazzamenti
- Coppa di Norvegia:

Finalista: 1962, 1975
- 2. divisjon:

Secondo posto: 2005 (gruppo 1), 2009 (gruppo 3), 2011 (gruppo 3)
Terzo posto: 2001 (gruppo 2), 2006 (gruppo 3), 2014 (gruppo 3), 2015 (gruppo 3)